# Zwartzustersklooster (Leuven)
Het Zwartzustersklooster (1438-1969) in de Zwartzustersstraat in Leuven, België, was eeuwenlang in handen van de Zwarte Zusters van de H. Augustinus. Zij deden aan ziekenzorg. Sinds 1969 is het een studentenhuis van de Katholieke Universiteit Leuven.

## Geschiedenis
In 1438 kocht Elisabeth Ymbrecht uit Luik een huisje met strooien dak aan de Molenweg (vandaag: Zwartzustersklooster) in Leuven, in het hertogdom Brabant. Zij stichtte er een klooster van de Zwarte Zusters die de regel van Augustinus volgden. Op vraag van de prins-bisschop van Luik, Lodewijk van Bourbon, hielden de Zwartzusters zich bezig met ziekenzorg. Zij waren de vrouwelijke tegenhanger van de Alexianen in Leuven. Ze bouwden enkele huizen en een kapel (1462) op verschillende percelen grond, naast de Dijle. Het klooster bevond zich tussen de eerste ringmuur en de tweede ringmuur van de stad Leuven, in een landelijk gebied. Het klooster lag in een weinig bewoond deel van de stad, naast de domeinen van de Kartuizers en het Groot Begijnhof. Het klooster had in het verleden ook de naam Godshuis van Nazareth. Vanaf 1513 lag de geestelijke leiding van het Zwartzusterklooster bij de kanunniken van de Priorij van Sint-Maartensdal, ook in Leuven.
Zij bouwden een ziekenverblijf waar zieke vrouwen terecht konden; ze gingen ook dagelijks op ziekenbezoek in de stad in ruil voor eten en geld. 
In 1680 werden de middeleeuwse gebouwen afgebroken. De U-vorm van het klooster werd in 3 tijden opgebouwd. In 1680 kwam de zuidvleugel aan de Zwartzustersstraat; een tekst in de muur herinnert hieraan. In 1687-1693 werd de kapel gebouwd, langsheen de Begijnenstraat (vandaag: Schapenstraat); dit werd de oostvleugel van het klooster. In 1757-1763 werd de westvleugel langs de Dijle opgetrokken. Eeuwenlang stond het klooster in dit landelijk deel van de stad.
Het klooster overleefde de Franse Revolutie niet, de ziekenzorg wel. Het Frans bestuur in Leuven verplichtte de zusters als lekenorganisatie verder in te staan voor geesteszieke vrouwen. Nadien werd de kloosterorde terug toegelaten. De ziekenzorg werd uitgebouwd na de Belgische onafhankelijkheid (1830). In 1857 kwam er een nieuw ziekenhuis in de westvleugel en werd de oostvleugel aan de Schapenstraat uitgebouwd. De Commissie voor Openbare Onderstand van Leuven baatte het psychiatrisch ziekenhuis uit, en in de 20e eeuw deed het Openbaar Centrum voor Maatschappelijk Welzijn dit.
In 1969 werd het Zwartzustersklooster opgeheven en verliet de laatste Zwarte Zuster het pand.
De KU Leuven is eigenaar sinds eind 20e eeuw. Zij bracht er de Residentie Zwartzusters met 39 studentenkamers in onder. De kloostertuin is nu een grote binnentuin met picknick-banken. Daarnaast werd ook het KU Leuven Green Office er ondergebracht. Zowel het pand als het stadsgezicht zijn beschermd sinds 1986.